# Gmina Góra Kalwaria
Gmina Góra Kalwaria là một gmina đô thị-nông thôn (quận hành chính) ở huyện Piaseczno, Masovian Voivodeship, ở phía đông trung bộ của Ba Lan. Khu vực hành chính của nó là thị trấn Góra Kalwaria, nằm cách Piaseczno khoảng 18 kilômét (11 mi) về phía đông nam và cách thủ đô Warsaw 31 km (19 mi) về phía đông nam.
Gmina có diện tích 145,11 kilômét vuông (56,0 dặm vuông Anh), và tính đến năm 2006, tổng dân số của nó là 24.035 người (trong đó dân số của Góra Kalwaria lên tới 11.130 người, và dân số của vùng nông thôn của gmina là 12.905 người).

## Làng
Ngoài thị trấn Góra Kalwaria, Gmina Góra Kalwaria bao gồm các làng và các khu định cư như Aleksandrów, Baniocha, Borki, Brześce, Brzumin, Buczynów, Cendrowice, Coniew, Czachówek, Czaplin, Czaplinek, Czarny Las, Czersk, Dębówka, Dobiesz, Julianow, Karolina, Katy, Kepa Radwankowska, Królewski Las, Krzaki Czaplinkowskie, Linin, Lubna, Ługówka, Mikówiec, Moczydłów, Obręb, Ostrówik, Pęcław, Podgora, Podłęcze, Podosowa, Potycz, Sierzchów, Sobików, Solec, Szymanów, Tomice, Wincentów, Wojciechowice, Wólka Dworska và Wólka Załęska.

## Gmina lân cận
Gmina Góra Kalwaria giáp với các gmina khác như Chynów, Karczew, Konstancin-Jeziorna, Piaseczno, Prażmów, Sobienie-Jeziory và Warka.